# Matria (documental)
Matria es un documental de 2014 dirigido por Fernando Llanos. En él se narra la historia de Antolín Jiménez, un revolucionario mexicano que fundó la Legión de Guerrilleros Mexicanos, milicia formada para enfrentar una invasión de México en el contexto de la Segunda Guerra Mundial.

## Sinopsis
El documental narra la historia de Antolín Jiménez Gamas, revolucionario que integró las filas de la División del Norte junto a Francisco Villa. Al ser hundidos los buques Potrero del Llano y Faja de oro, el presidente mexicano Manuel Ávila Camacho declaró la guerra a las potencias del Eje el 28 de mayo de 1942. Antolín Jiménez decidió formar la Legión de Guerrilleros Mexicanos, milicia integrada principalmente por charros mexicanos que entraría en acción ante un eventual avance de los ejércitos del Eje en el continente americano. La propuesta fue aceptado por Ávila Camacho y logró reunir a 150,000 milicianos en 250 puntos de México. La historia fue descubierta décadas después por su nieto, Fernando Llanos.

## Producción
Matria es un largometraje documental que dura 62 minutos. Fue producido, dirigido y escrito por Fernando Llanos, la dirección de producción fue de José Nacif, los camarógrafos fueron Carlos Hidalgo, Emiliano Rocha Minter, Fernando Llanos y Marcelo Castillo; los editores fueron Roberto Bolado, Fernando Llanos y Jessica Herreman supervisados por Jorge García; los asesores en animación fueron Simón Gerbaud, Esteban Azuela y Luis Morales y los créditos y títulos de Alejandro Loera. La producción fue de Eugenia Montiel y Mónica Ávila, Danahe Krinis, José Nacif, Carlos Morales y Joaquín Burgos. La música fue de Juan Cirerol, Mi Reyna, Valentina, Lila Downs, Osiris Caballero, Omar Landa, Benjamin Shwartz y Jessica Herreman con supervisión musical de Annette Fradera y diseño sonoro de Javier Umpierrez. La musicalización fue hecha por Javier Umpierrez, Benjamin Shwartz, Jessica Herreman y Fernando Llanos. Los sonidistas fueron Raúl Locatelli, Gerson Escudero, Alejandro Quintanilla y Víctor Navarro. Matria fue asesorada por Guillermo Arriaga, Felipe Ehrenberg, Jesse Lerner y Martha Sosa.

## Premios y reconocimientos
- Mejor largometraje documental del Festival Internacional de Cine de Morelia, 2014.
- Premio Centro Buñuel Calanda del Festival de Nuevo Cine Mexicano de Durango, 2015
- Diosa de Plata por Mejor documental, PECIME, 2015.[7]